# Aragonské království
Aragonské království (španělsky Reino de Aragón, aragonsky Reino d'Aragón, katalánsky Regne d'Aragó, latinsky Regnum Aragonum) bylo středověké království s proměnlivým územním rozsahem, existující v letech 1035–1516. Království Aragonie vzniklo ze staršího hrabství, které bylo východní částí Navarrského království. Královskou rezidencí bylo město Zaragoza. V roce 1162, když vzniklo soustátí Zemí Aragonské koruny, stalo se Aragonské království jádrem a centrem soustátí pod společnou vládou aragonského krále. Aragonské království bylo stejně jako další země aragonské koruny (Valencie, Katalánie, Baleáry) v roce 1516 spojeno s Kastilií do nového státního útvaru, Španělska. Do roku 1707 užíval Aragon autonomie, ta byla obnovena až v roce 1978, kdy bylo vytvořeno Aragonské autonomní společenství.

## Historie

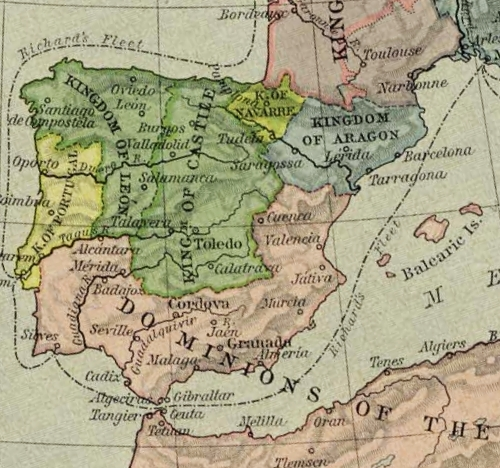
Aragonské království přibližně v roce 1190

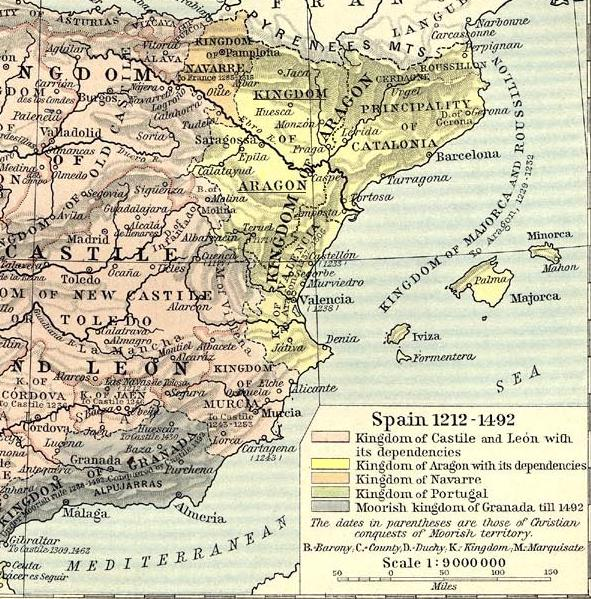
Aragonské království přibližně v roce 1250

Závislost na Leónu postupně slábla a kastilský hrabě Sancho pojistil moc svého rodu také výhodnými sňatky svých dcer; Munu Elviru provdal za Sancha Navarrského a Urraku za Bermuda III. Leonského. Když syn Sancha I. Navarrského Garcia II. Sanchez byl po krátké vládě roku 1029 zavražděn, jeho otec král navarrský Sancho se zmocnil Kastilie jménem své manželky a udělil ji před svou smrti (1035) svému synovi Ferdinandovi I. jako království. Tím byla odstraněna závislosti Kastilie na Leónu. Ferdinand pak v roce 1037, když leónský král Bermudo III. padl v bitvě proti Ferdinandovi I. a nezanechal po sobě dědice, ovládl Ferdinand I. i království León.
Aragonský hrabě García Galíndez rozšířil svou moc na další východopyrenejská údolí a osamostatnil se od franské říše. V roce 922, ale díky sňatku dědičky Aragonu s králem Navarry připadlo aragonské hrabství navarrskému králi. Král Sancho III. Navarrský (jenž byl také hrabětem aragonským a kastilským) dále rozšířil území Navarrského (Pamplonského) království a tak ho před svou smrtí rozdělil mezi své syny:
- Nejstarší García získal Navarrské království
- Druhorozený Ferdinand získal Kastilii (stal se jejím prvním králem a také králem Leónu)
- Nelegitimní, ale nejstarší Ramiro získal Aragon (Sobrarbe a Ribagorza) (stal se jeho prvním králem)

Původní znak království

Hrabě Ramiro I. upevnil vojenský feudální systém Aragonu a již v roce 1035 se sám prohlásil aragonským králem. Jeho syn Sancho Ramírez, který vládl Aragonu v letech 1063–1094 se stal v roce 1076 rovněž králem Navarry. Od roku 1076 tak byl Aragon v unii s Navarrou. Jeho syn Petr I. a vnuk Alfons I. dále rozšiřovali moc a území obou království. Alfons I. odrazil útoky Almorávidů a dobyl v letech 1118–1119 větší část povodí řeky Ebro se Zaragozou (ze které učinil nové hlavní město Aragonu). Po jeho smrti v roce 1134, jelikož byl bezdětný, byla rozdělena unie Navarry a Aragonu, navarrský trůn získal García VI. Navarrský a aragonský trůn získal Ramiro II. Aragonský. Ten byl původně předurčen pro duchovní dráhu a zpočátku vlády musel potlačit vzpouru aragonských šlechticů, ke které se váže hrůzostrašná pověst o zvonu z Huesky. Zvěst o tomto „zvonu“ se vskutku brzy rozšířila do celého Ramirova panství a přiměla ostatní vzbouřence k ukončení odporu.
Po získání papežského dispensu se Ramiro roku 1135 oženil s Agnes z Poitou a z tohoto manželství o rok později vzešla jediná dcera Petronila. Tu otec záhy provdal za barcelonského hraběte Ramona Berenguera IV. a na královský titul rezignoval. Faktickým vládcem se tak stal Petronilin manžel (jako aragonský kníže), švagr kastilského krále Alfonse VII. (ten se snažil po smrti Alfonse I. získat sám trůn).

### Nástup barcelonské dynastie a vznik zemí aragonské koruny

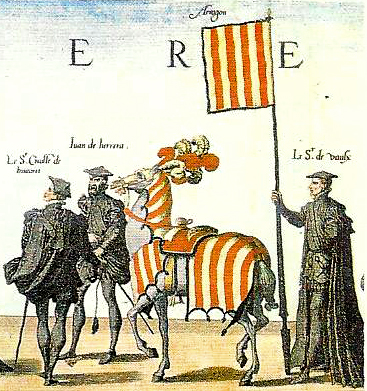
Stará královská standarta

Znak Aragonské koruny a Aragonie před 15. stol.

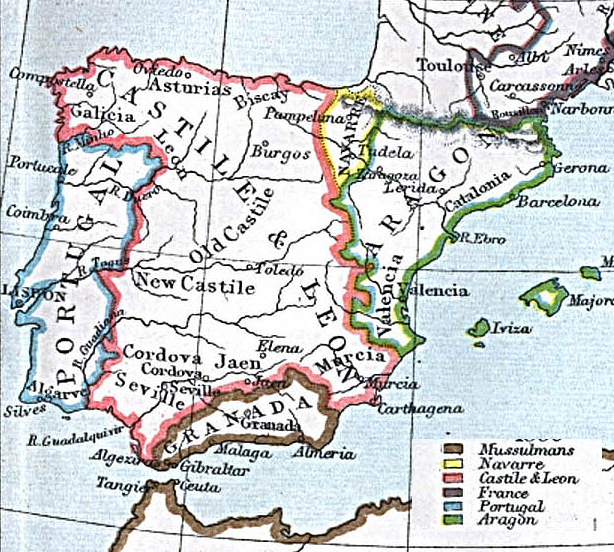
Mapa zemí aragonské koruny v roce 1360

Sňatkem královny Petronily s hrabětem Raimundem Berengarem IV. byl položen základ zemí aragonské koruny. S nástupem jejich syna Alfonse II. roku 1162 tak bylo Barcelonské hrabství trvale spojeno personální unií s Aragonským královstvím, v jehož rámci se stalo základem nově vytvořeného knížectví Katalánie, s nímž pak sdílelo další osudy. Zároveň tím nastoupila na trůn barcelonská dynastie.
Za vlády jeho jediného syna Jakuba I. byly k aragonskému království připojeny Baleárské ostrovy, království Valencie a Murcie. Tím se podstatně zvětšilo soustátí zemí aragonské koruny a zahrnovalo již většinu budoucí aragonské části dnešního Španělska. Proto je také pro tato území souhrnně používán spíše název Aragonské království než země Aragonské koruny.
Roku 1282 získala aragonská dynastie díky tzv. sicilským nešporům Sicílii a vyvolala tím dlouhodobou rivalitu s Francií. V boji o převahu ve Středomoří dobyl Aragon Maltu (1284), Sardinii (1323–1324) a Athénské vévodství (1379, ztratili ho už v roce 1388). V roce 1410, ale vymřela vládnoucí barcelonská dynastie, poté následovalo 2 roky interregnum (bezkráloví), než byl dědičně zvolen nový král Ferdinand I.

### Nástup trastámarské dynastie

Aragonská koruna se zvýrazněným Aragonským královstvím

Když v roce 1410 vymřela původní aragonská královská barcelonská dynastie, rozhořel se boj o trůn. Jedním z kandidátů byl také druhorozený syn kastilského krále Jana I. Ferdinand z Antequery. Ten nakonec na základě rozhodčího výroku z Caspe nastoupil v roce 1412 jako Ferdinand I. čímž založil aragonskou linii trastámarské dynastie.

Znak království z roku 1496

Země aragonské koruny v době největšího rozsahu (po roce 1443)

Syn Ferdinanda I. král Alfons V. Aragonský získal v roce 1442 království neapolské, byl tak králem aragonským, valencijským, sicilským, neapolským a hrabětem barcelonským. Neapolské království po jeho smrti připadlo jeho nelegitimnímu synovi Ferdinandovi I. Ferrantemu. V Aragonu nastoupil Ferdinandův legitimní syn Jan II. Aragonský, který se stal sňatkem také králem (horno)navarrským. Za jeho vlády zažívalo aragonské království hospodářský rozkvět, který přispěl k rozvinutí systému feudální reprezentace, zvaného paktismus (rozdělení vládní moci mezi panovníka a kortesy jednotlivých zemí koruny). V 15. století prudké sociální boje v bohatých katalánských městech a nevolnická povstání.
Jeho syn Ferdinand II. Aragonský uzavřel v roce 1469 ještě jako dědic trůnu sňatek s dědičkou kastilského trůnu Isabelou Kastilskou (taktéž z dynastie Trastámára). V roce 1474 se tak spolu se svou ženou stal "králem manželem" v Kastilii. V roce 1504 získal Ferdinand II. Aragonský také zpět pro aragonskou korunu Neapolské království a stal se králem jako Ferdinand III. Neapolský. V zemích aragonské koruny vládl až do své smrti v roce 1516, kdy nastoupil na trůn jeho vnuk Karel I. (V.) z rodu Habsburků, který sjednotil kastilské a aragonské území a stal se prvním španělským králem.
Definitivní konec aragonské autonomie v rámci zemí aragonské koruny přišel až s nástupem Bourbonů na španělský trůn v roce 1707. To učinily tzv. Dekrety de Nueva Planta, které ze Španělska utvářely centralizovaný stát.